# Jarno Jourquin
Jarno Jourquin (30 april 2001) is een Belgisch voetballer die uitkomt voor KVK Ninove in 1ste amateurklasse.

## Carrière
Jourquin genoot zijn jeugdopleiding bij VSV Gent, Club Brugge, KAA Gent, Zulte Waregem en KV Kortrijk. In 2020 tekende hij bij KSK Ronse, dat toen uitkwam in de Tweede afdeling. Jourquin speelde mee in de vier eerste wedstrijden van het seizoen (tegen KRC Gent, SC Dikkelvenne, KSV Oudenaarde en KVK Ninove), waarna de rest van het seizoen werd stilgelegd vanwege de coronapandemie.
Na een seizoen bij Ronse stapte Jourquin over naar FCV Dender EH, dat een reeks hoger speelde dan Ronse. Op 14 augustus 2021 maakte hij zijn officiële debuut voor de club in de bekerwedstrijd tegen RFC Rapid Symphorinois (0-2-winst).